# Таганський Яр
Таганський Яр (рос. Ов. Таганский; б. Таганский Яр) — балка (річка) в Україні у Чугуївському районі Харківської області. Ліва притока річки Сіверського Донця (басейн Азовського моря).

## Опис
Довжина балки приблизно 12,91 км, найкоротша відстань між витоком і гирлом — 9,47 км, коефіцієнт звивистості річки — 1,36. Формується декількома балками та загатами.

## Розташування
Бере початок на північно-західній стороні від селища Залізничне. Тече переважно на північний захід через село Коробочкине і на південній стороні від Кицівської пустелі впадає в річку Сіверський Донець, праву притоку Дону.

## Цікаві факти
- У селі Коробочкине балку перетинає автошлях Р07[3] (автомобільний шлях національного значення на території України).
- У минулому столітті на балці в селі Коробочкине існували газгольдер та 2 газові свердловини[2].